# El Colomer (Capafonts)
El Colomer és una muntanya de 1007 metres que es troba al municipi de Capafonts, a la comarca catalana del Baix Camp.